# Anoplosiagum macrophyllum
Anoplosiagum macrophyllum är en skalbaggsart som beskrevs av Moser 1921. Anoplosiagum macrophyllum ingår i släktet Anoplosiagum och familjen Melolonthidae. Inga underarter finns listade i Catalogue of Life.